# Eter (fizyka)

Wyobrażenie wiatru eteru

Eter (stgr. αἰθήρ, aithḗr) – historyczny termin odrzucony przez współczesną naukę, definiujący byt (materię, ośrodek, żywioł), w którym miały rozchodzić się fale elektromagnetyczne, w tym światło. 
Koncepcja eteru pojawiła się i była rozwijana wraz z odkryciami świadczącymi, że światło jest falą. Najbardziej była rozwijana i jednocześnie krytykowana w XIX wieku, wraz z rozwojem elektrodynamiki. Teza została obalona na początku XX w. z powstaniem szczególnej teorii względności.

## Filozoficzne początki
Koncepcja eteru wywodzi się ze starogreckiej koncepcji żywiołów jako podstawowych składowych świata materialnego. Eter był „piątym żywiołem” wprowadzonym przez Arystotelesa, niewystępującym na powierzchni Ziemi, lecz budującym ciała niebieskie i zapewniającym ich ciągły ruch okrężny.
Eter występował w filozofii przyrody aż do XVIII w. Pełnił ważną funkcję jeszcze w początkach nauki nowożytnej, u Kartezjusza. Odrzucał on atomizm, przyjmował, że materia jest ciągła, a przestrzenie między rzeczami wypełnia właśnie eter. Miał on też być odpowiedzialny za magnetyzm i przyciąganie ziemskie . Koncepcja żywiołów (w tym eteru) została zarzucona wraz z odkryciem tlenu przez Antoine'a Lavoisiera
Ważniejsze daty w historii koncepcji eteru

## Eter we współczesnej fizyce
Hipotezę istnienia eteru postawiono, gdyż:
- do tego czasu wszystkie odkryte fale rozchodziły się w jakimś ośrodku jako drgania mechaniczne,
- fale elektromagnetyczne, a także światło (o którym nie wiedziano, że jest falą elektromagnetyczną) nie potrzebowały powietrza do rozchodzenia się.

Wielu badaczom wydawało się, że istnienie eteru jest naturalną koniecznością dla ówczesnej nauki, by elektrodynamika Maxwella była słuszna.
Najpierw postawiono hipotezę o istnieniu „eteru światłonośnego”, potem Maxwell wprowadził do nauki koncepcję „eteru elektromagnetycznego”, a następnie udowodnił, że jest on tożsamy z „eterem światłonośnym”. Doprowadziło go to do odkrycia elektromagnetycznej natury światła.
W napisanym dla Encyclopædia Britannica artykule „Eter” Maxwell pisał: „Jakiekolwiek możemy mieć trudności z uformowaniem spójnej idei budowy eteru, nie możemy mieć wątpliwości, że międzyplanetarne i międzygwiezdne przestrzenie nie są puste, ale zajęte przez materialną substancję czy ciało, które jest z pewnością największym i prawdopodobnie najbardziej jednorodnym ciałem o jakim wiemy”.
Niemożność bezpośredniego wykrycia takiej substancji składano na karb ograniczeń eksperymentalnych. Istniały jednak pośrednie metody doświadczalne umożliwiające badanie eteru – przypuszczano, że eter wypełnia całą przestrzeń, jest bezwonny, nieściśliwy itp. Do prób tych należały doświadczenia Michelsona-Morleya, które konsekwentnie wykluczały kolejne teoretyczne możliwości istnienia eteru.
Istotnym elementem tych poszukiwań był fakt, że istnienie eteru implikowałoby istnienie absolutnego układu odniesienia – wyróżnionego układu, do którego można byłoby się odnieść w opisie Wszechświata, co oznaczałoby także, iż spośród wszystkich układów inercjalnych istnieje jeden wyróżniony. Doświadczenia tego typu były wykonywane wielokrotnie. Do najbardziej znanych należą eksperymenty Roya J. Kennedy'ego i Edwarda M. Thorndike'a z lat 1929–1931 – wynik prawie zawsze jednoznacznie wskazywał, że eter nie istnieje. Niejednoznaczne wyniki były wykluczane później przez poprawienie metody bądź dokładności eksperymentu. Do dzisiaj nie dokonano żadnego eksperymentu, który wskazywałby na istnienie eteru.
Szczególna teoria względności Alberta Einsteina usunęła konieczność istnienia takiego ośrodka. Konsekwencją tej teorii jest postać transformacji układu współrzędnych obowiązującej dla ciał w ruchu: zamiast transformacji Galileusza – transformacja Lorentza.
Koncepcja uniwersalnej substancji występuje obecnie w formie zawoalowanej i rozszerzonej (jako nośnik nie tylko fal świetlnych) w postaci pojęcia elastycznej czasoprzestrzeni w ogólnej teorii względności oraz alternatywnych interpretacjach mechaniki kwantowej, w których fale prawdopodobieństwa są w istocie falami fizycznymi lub są powiązane z falami fizycznymi (np. teoria fali pilotującej). Szczególnie pod koniec XX wieku pojawiły się nawiązujące do eteru koncepcje, będące jednak poza głównym nurtem naukowym, związane z falową budową materii, między innymi teoria rezonansu przestrzeni, wyjaśniająca pewne zjawiska relatywistyczne i kwantowe jako skutek klasycznego efektu Dopplera w klasycznym ośrodku falowym.

## Eter w kulturze
Koncepcja eteru kosmicznego utrzymała się na tyle długo, żeby przetrwać do początków radia i dzięki temu do tej pory mówi się, że „coś się dzieje w eterze”, „nadawać na falach eteru”, mając na myśli przestrzeń, przenoszącą fale radiowe. Pojęcie to przetrwało również w nazwie techniki, sieci komputerowej – ethernet.